# Let’s Make History
Let’s Make History – utwór pop stworzony przez Inę Wolf, Martina Frainera oraz Petre Bonmassardla dla Joany Zimmer. Utwór został nagrany wraz z hiszpańskim wokalistą Davidem Bisbalem.
Piosenka nie podbiła list przebojów, uplasowując się jedynie na pozycji #45 w Szwajcarii i #53 w Niemczech.
Kompozycja została wydana wraz z reedycją albumu My Innermost.

## Lista utworów
CD singel
1. Let’s Make History
2. I Believe (Glam as You Radio Cut)
3. Die Luftbrücke
4. What a Wonderful World
5. Let’s Make History (Video)

CD singel (2-Track)
1. Let’s Make History
2. I Believe (Glam as You Radio Cut)

## Pozycje na listach
| Lista przebojów (2005)        | Najwyższa pozycja |
| ----------------------------- | ----------------- |
| Niemcy (Media Control AG)     | 53                |
| Szwajcaria (Media Control AG) | 45                |